# 2345 Fucik
2345 Fucik је астероид главног астероидног појаса са пречником од приближно 26,63 .
Афел астероида је на удаљености од 3,251 астрономских јединица (АЈ) од Сунца, а перихел на 2,776 АЈ.
Ексцентрицитет орбите износи 0,078, инклинација (нагиб) орбите у односу на раван еклиптике 9,144 степени, а орбитални период износи 1911,370 дана (5,233 година).
Апсолутна магнитуда астероида је 10,80 а геометријски албедо 0,119.
Астероид је откривен 25. јула 1974. године.